# Mimoclystia limonias
Mimoclystia limonias är en fjärilsart som beskrevs av Louis Beethoven Prout 1933. Mimoclystia limonias ingår i släktet Mimoclystia och familjen mätare. Inga underarter finns listade i Catalogue of Life.